# Spiranthinae
Spiranthinae es una subtribu de orquídeas perteneciente a la subfamilia Orchidoideae. 
Propuesto por Lindley. Comparte todas las características mencionadas de la subtribu Cranichidinae, que se distingue por las flores, que en este grupo son recogidas. Cuarenta y un géneros, veinticinco de ellos presentes en Brasil.

## Géneros
| - Aracamunia - Aulosepalum - Beloglottis - Brachystele - Buchtienia - Coccineorchis - Cotylolabium - Cybebus - Cyclopogon - Degranvillea - Deiregyne - Dichromanthus - Discyphus - Dithyridanthus | - Eltroplectris - Eurystyles - Funkiella - Hapalorchis - Helonoma - Kionophyton - Lankesterella - Lyroglossa - Mesadenella - Mesadenus - Microthelys - Odontorrhynchus - Pachygenium - Pelexia - Physogyne | - Pseudogoodyera - Pteroglossa - Sacoila - Sarcoglottis - Sauroglossum - Schiedeella - Skeptrostachys - Spiranthes - Stalkya - Stenorrhynchos - Stigmatosema - Svenkoeltzia - Synanthes - Zhukowskia |